# Représentations diplomatiques de l'Ouzbékistan

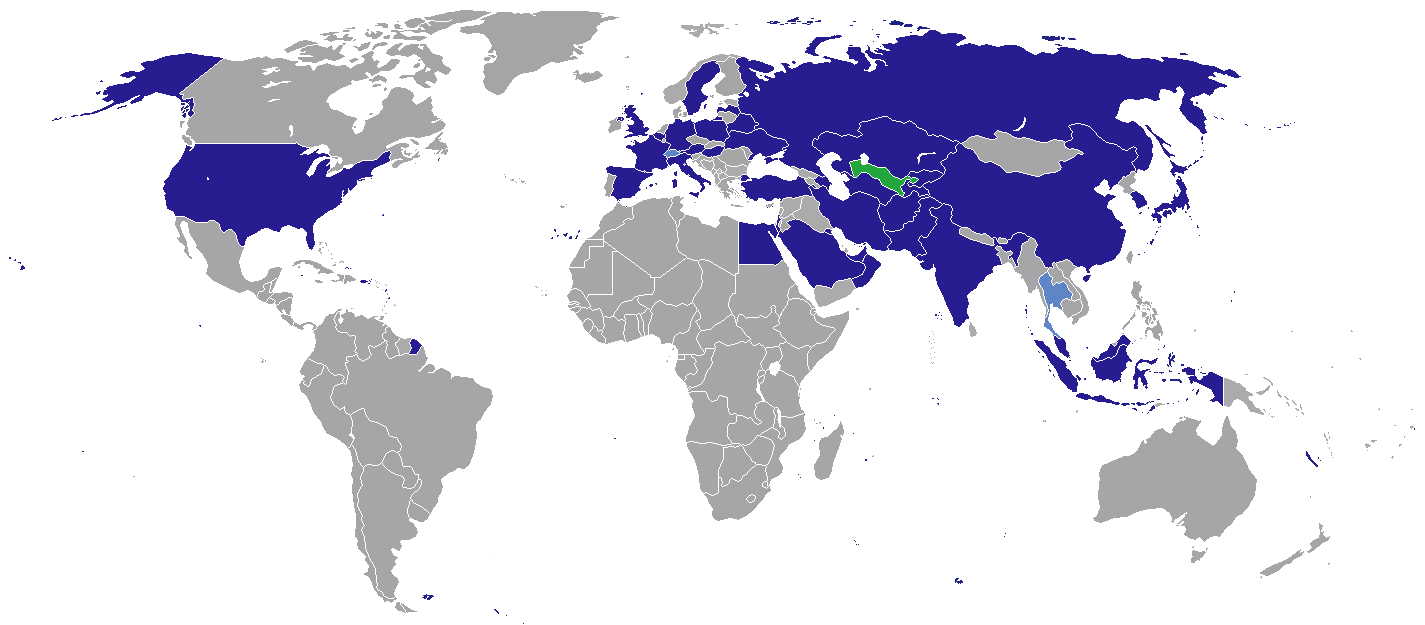
Représentations diplomatiques de l'Ouzbékistan.

Voici les représentations diplomatiques de l'Ouzbékistan à l'étranger:

## Afrique
- Égypte
  - Le Caire (ambassade)

## Amérique
- États-Unis
  - Washington (ambassade)
  - New York (consulat général)

## Asie
- Afghanistan
  - Kaboul (ambassade)
  - Mazar-i-Sharif (consulat)
- Arabie saoudite
  - Riyad (ambassade)
  - Djeddah (consulat général)
- Azerbaïdjan
  - Bakou (ambassade)
- Chine
  - Pékin (ambassade)
  - Shanghai (consulat général)
- Corée du Sud
  - Séoul (ambassade)
- Émirats arabes unis
  - Abou Dabi (ambassade)
  - Dubaï (consulat général)
- Inde
  - New Delhi (ambassade)
- Indonésie
  - Jakarta (ambassade)
- Iran
  - Téhéran (ambassade)
- Israël
  - Tel Aviv (ambassade)
- Japon
  - Tokyo (ambassade)
- Kazakhstan
  - Noursoultan (ambassade)
- Kirghizistan
  - Bichkek (ambassade)
- Koweït
  - Koweit City (ambassade)
- Malaisie
  - Kuala Lumpur (ambassade)
- Pakistan
  - Islamabad (ambassade)
- Qatar
  - Doha (ambassade)
- Singapour
  - Singapour (ambassade)
- Tadjikistan
  - Douchanbé (ambassade)
- Turkménistan
  - Achgabat (ambassade)
- Turquie
  - Ankara (ambassade)
  - Istanbul (consulat général)

## Europe
- Allemagne
  - Berlin (ambassade)
  - Francfort (consulat général)
- Autriche
  - Vienne (ambassade)
- Belgique
  - Bruxelles (ambassade)
- Espagne
  - Madrid (ambassade)
- France
  - Paris (ambassade)
- Grèce
  - Athènes (consulat général)
- Hongrie
  - Budapest (ambassade)
- Italie
  - Rome (ambassade)
- Lettonie
  - Riga (ambassade)
- Pologne
  - Varsovie (ambassade)
- Royaume-Uni
  - Londres (ambassade)
- Russie
  - Moscou (ambassade)
  - Novossibirsk (consulat général)
- Suède
  - Stockholm (ambassade)
- Ukraine
  - Kiev (ambassade)

## Organisations internationales
- Genève (mission permanente auprès de l'Organisation des Nations unies)
- New York (mission permanente auprès de l'Organisation des Nations unies)

## Galerie

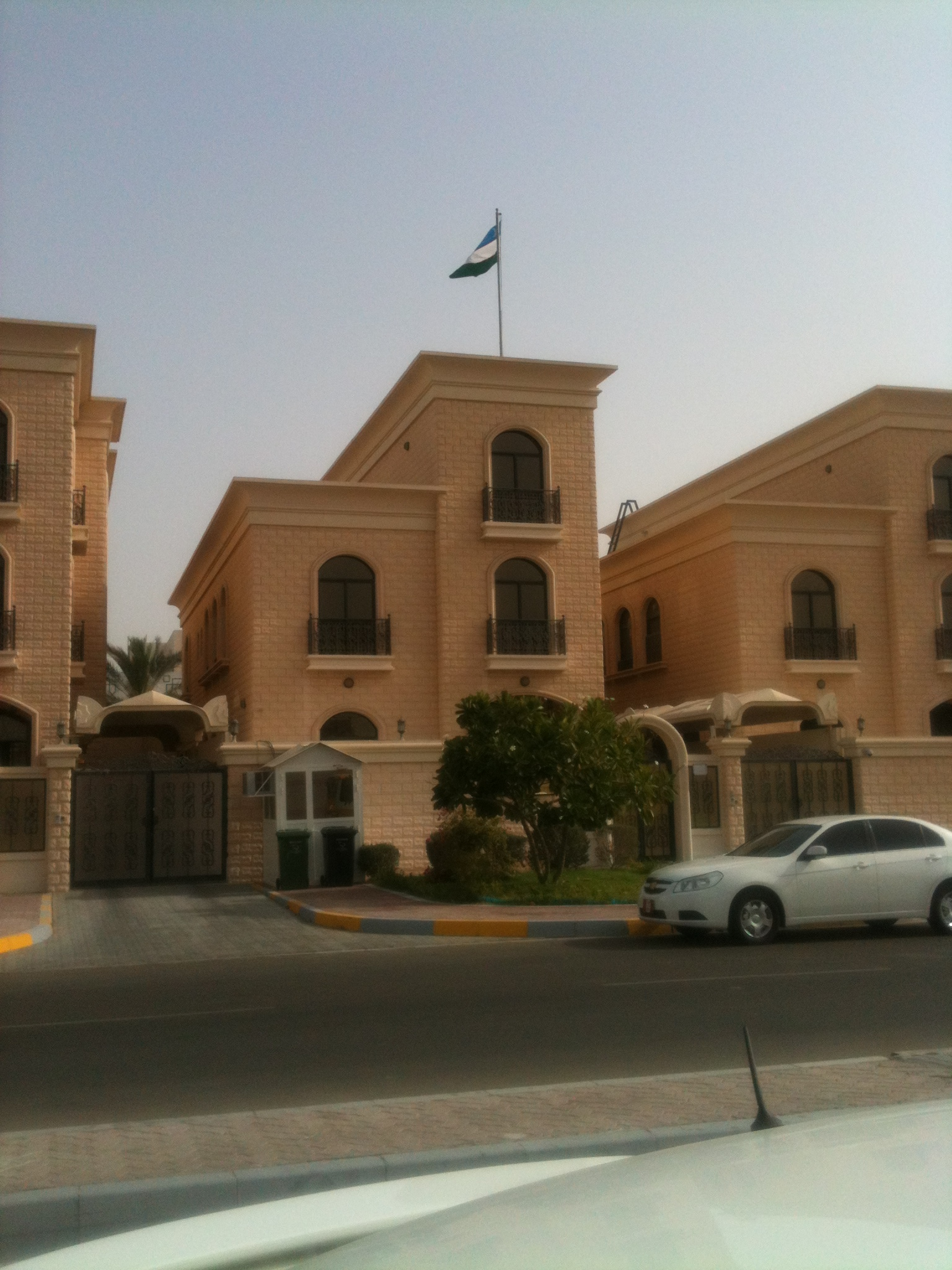
Ambassade à Abou Dabi.
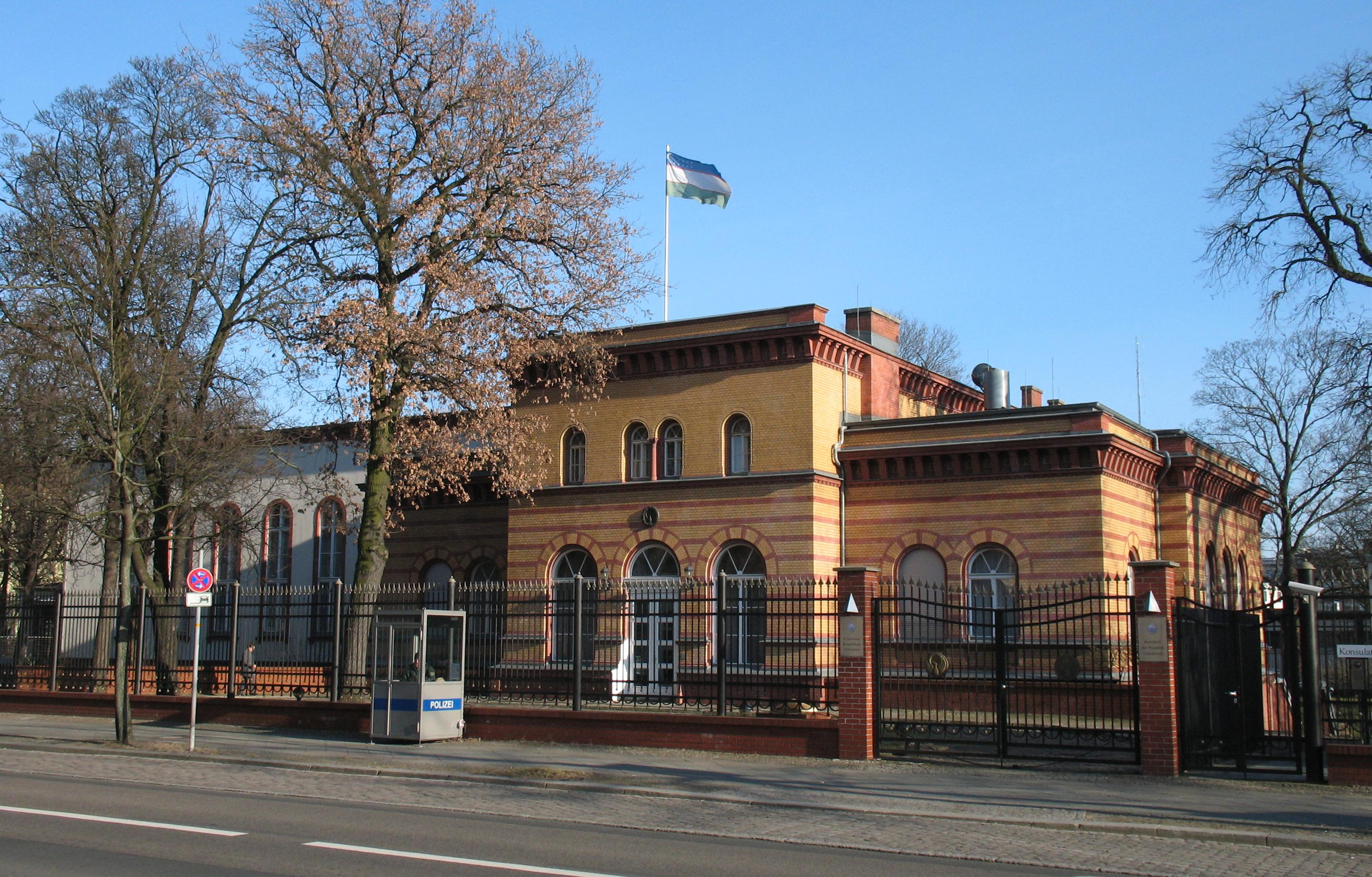
Ambassade à Berlin.
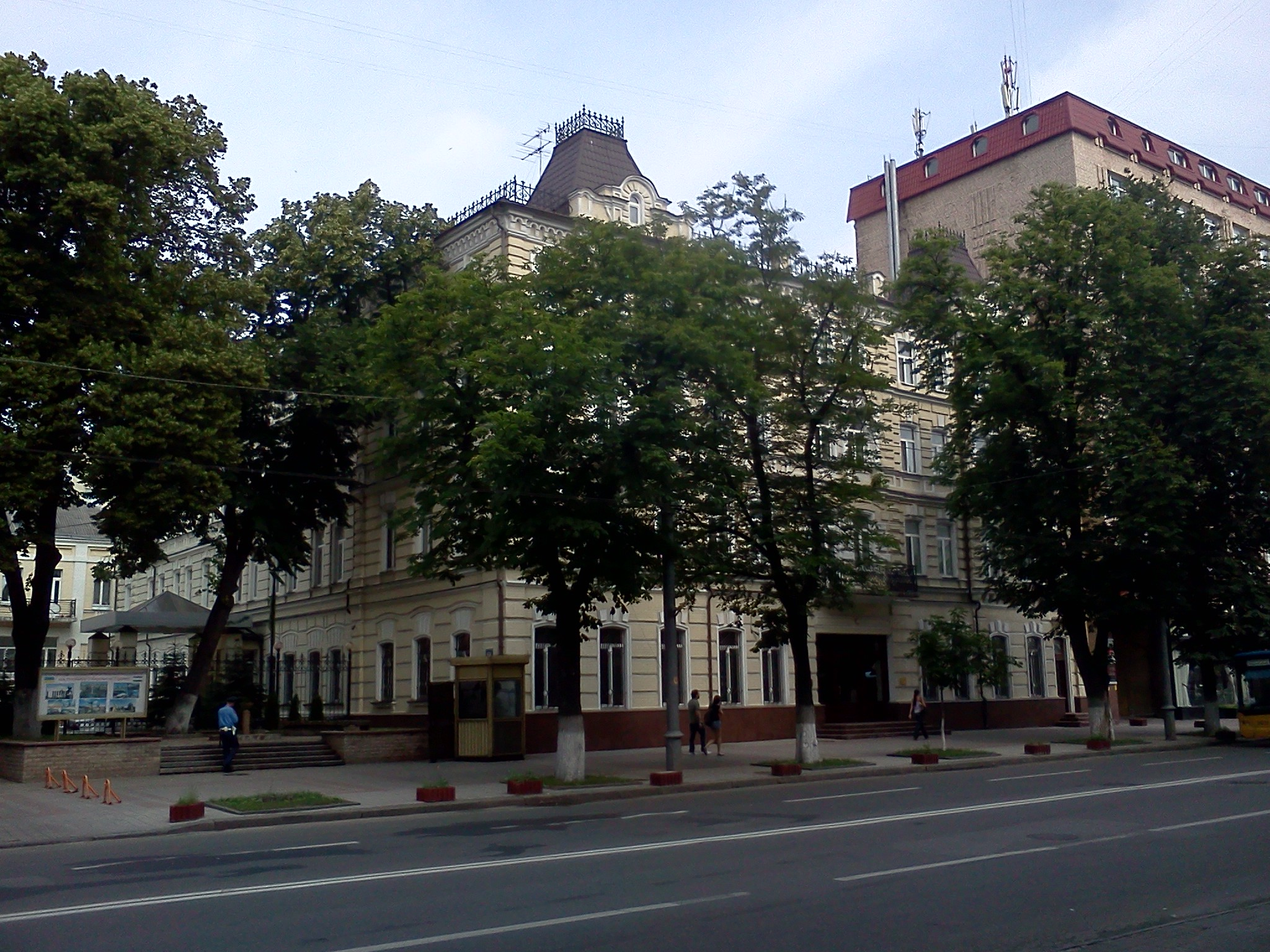
Ambassade à Kiev.
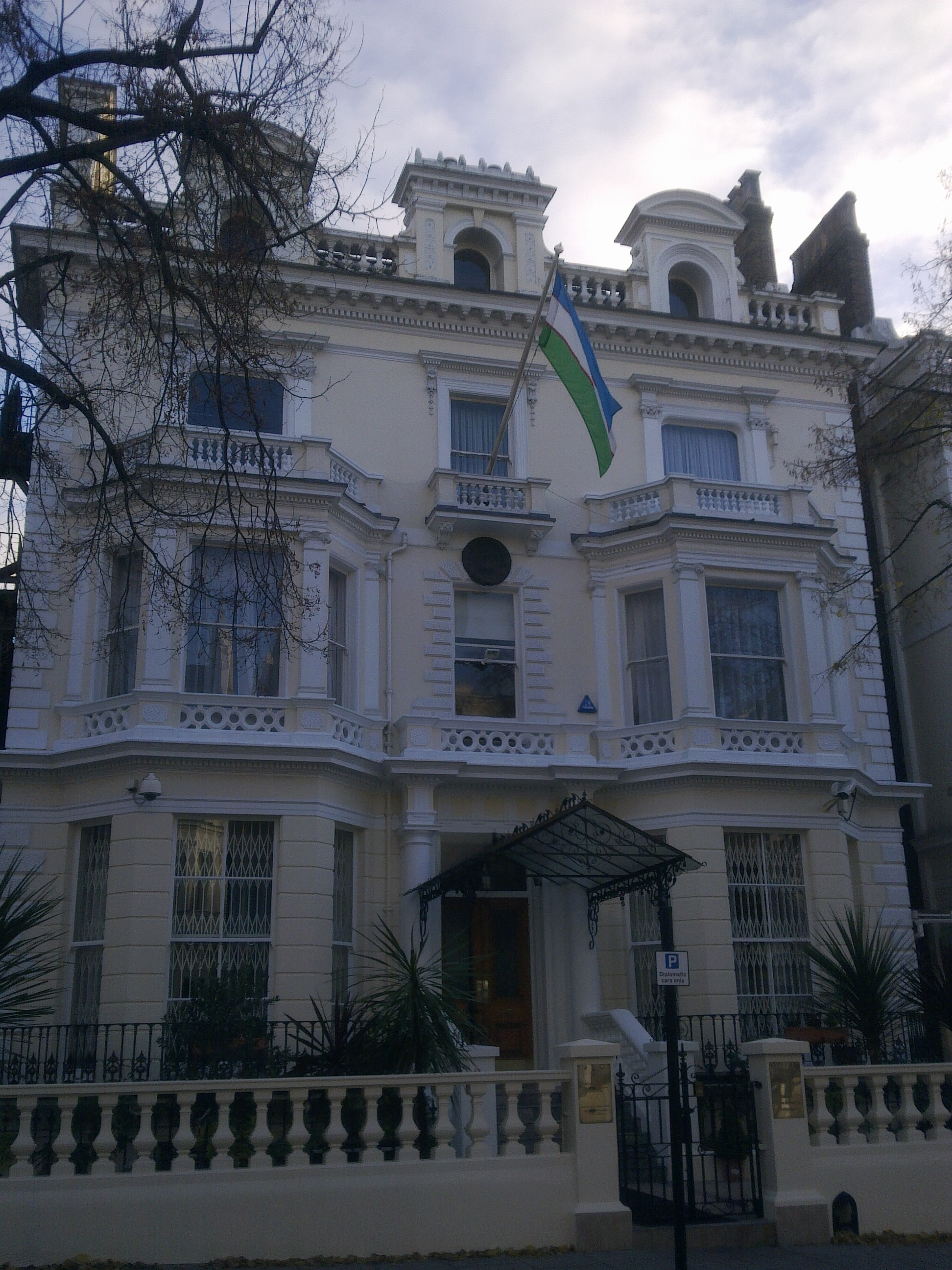
Ambassade à Londres.
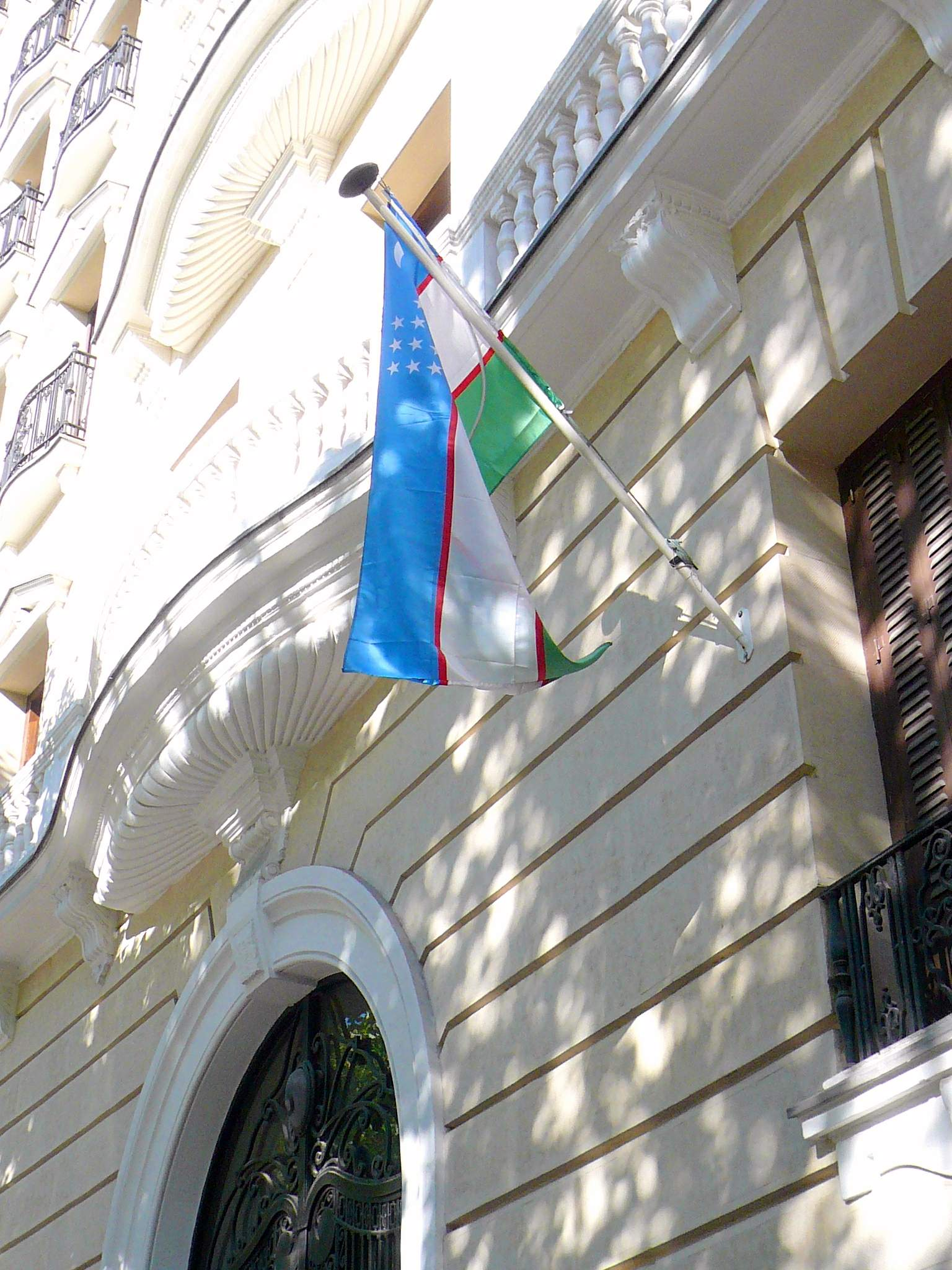
Ambassade à Madrid.
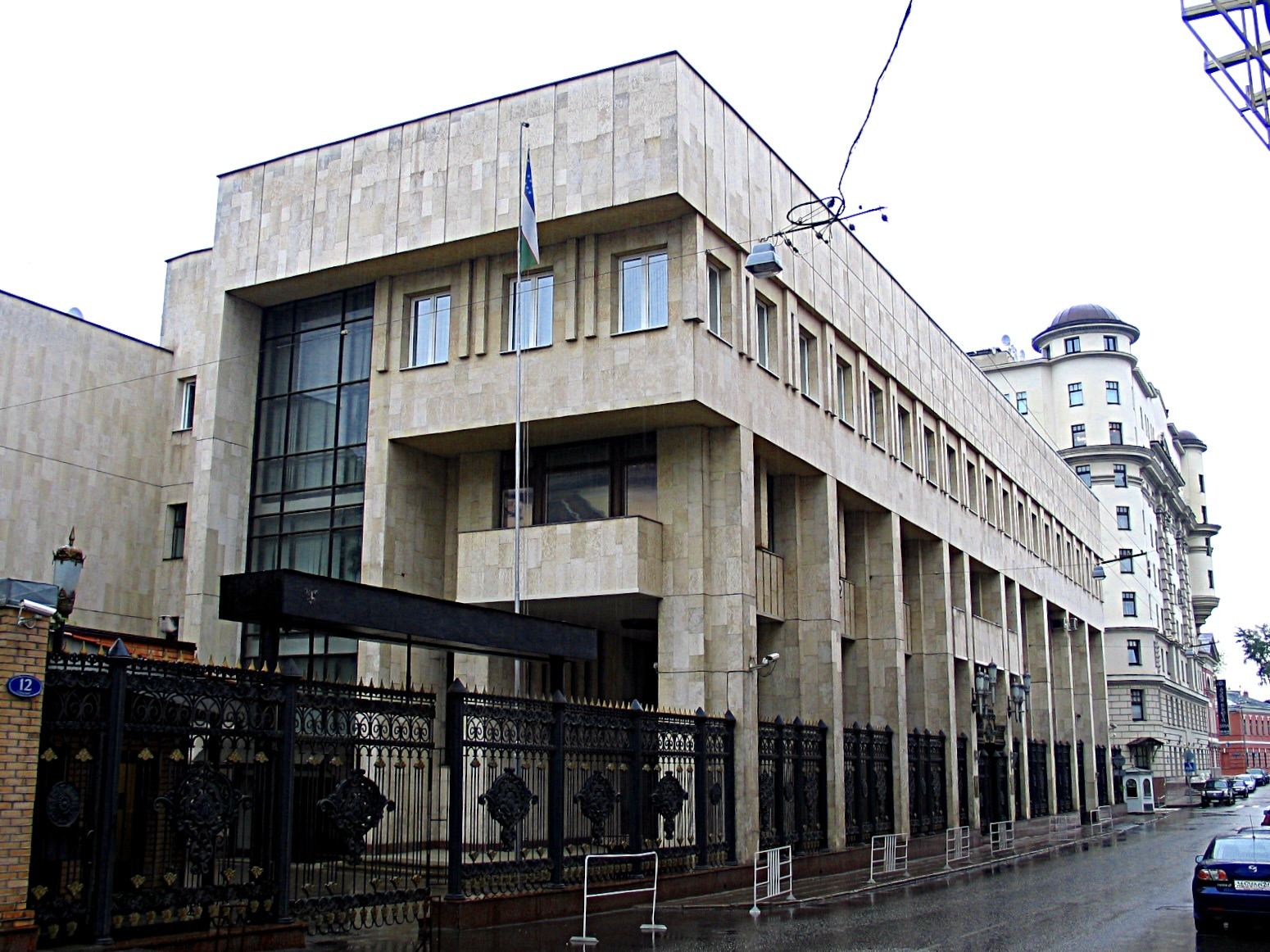
Ambassade à Moscou.
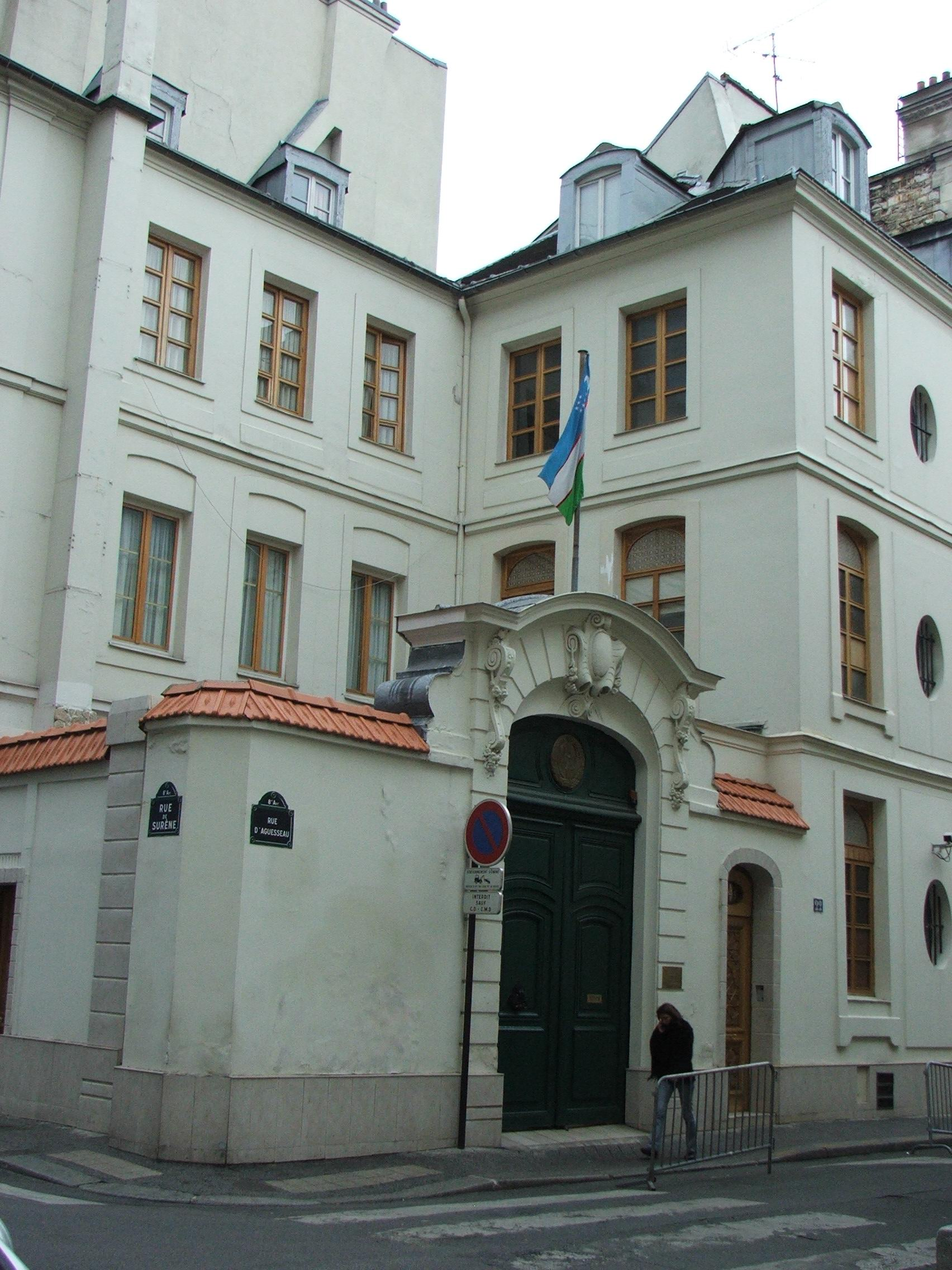
Ambassade à Paris.
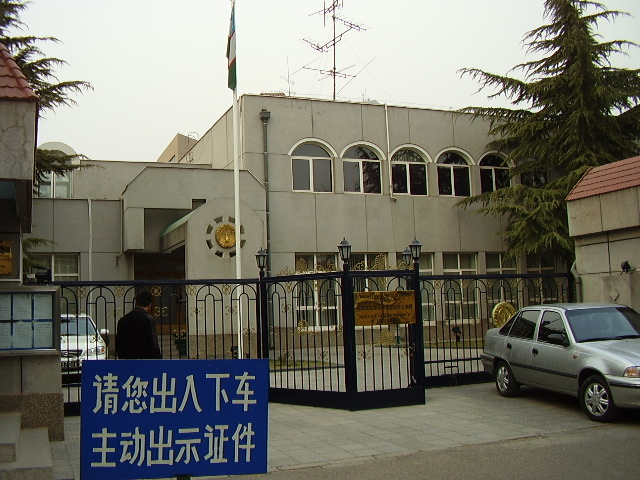
Ambassade à Pékin.
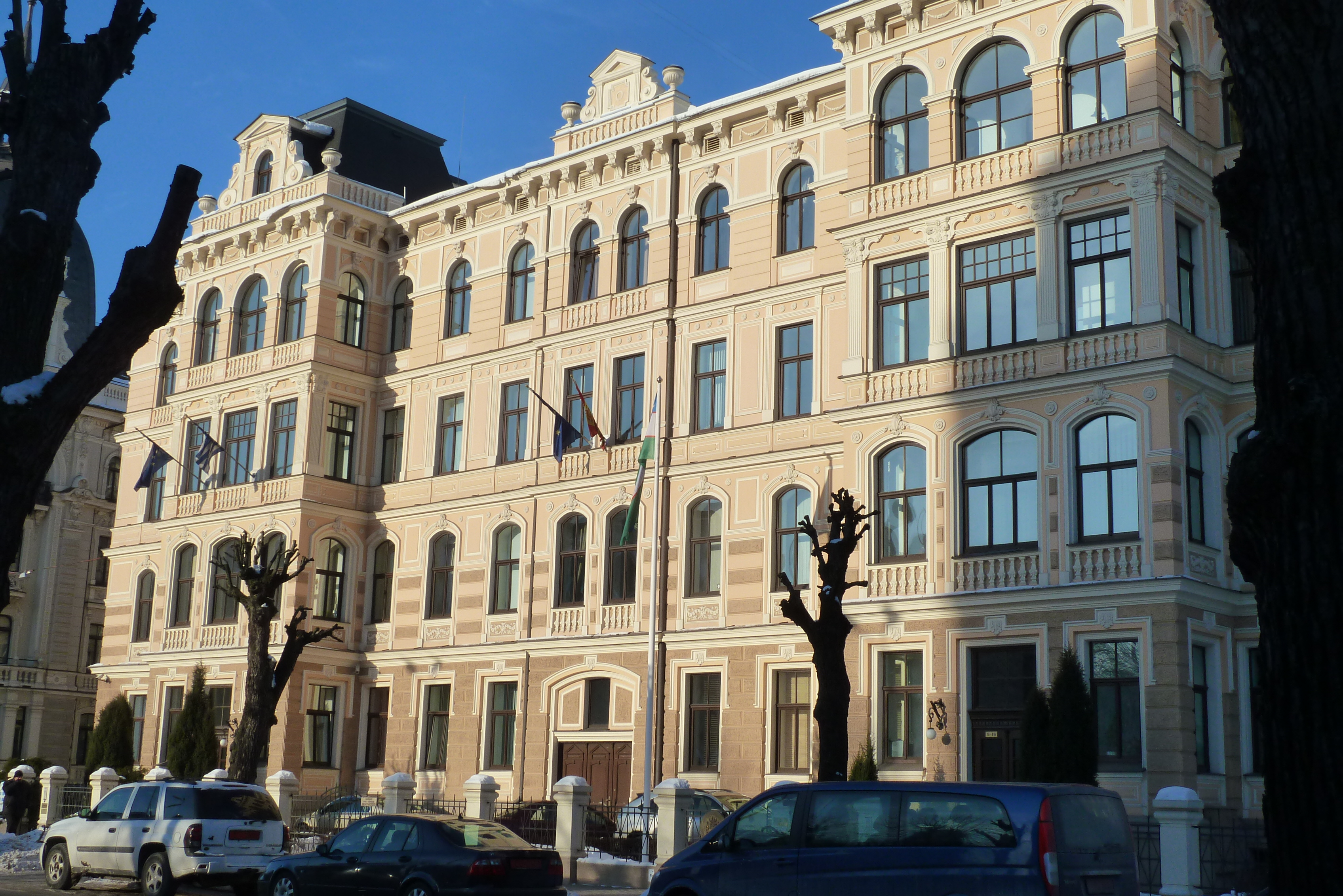
Ambassade à Riga.
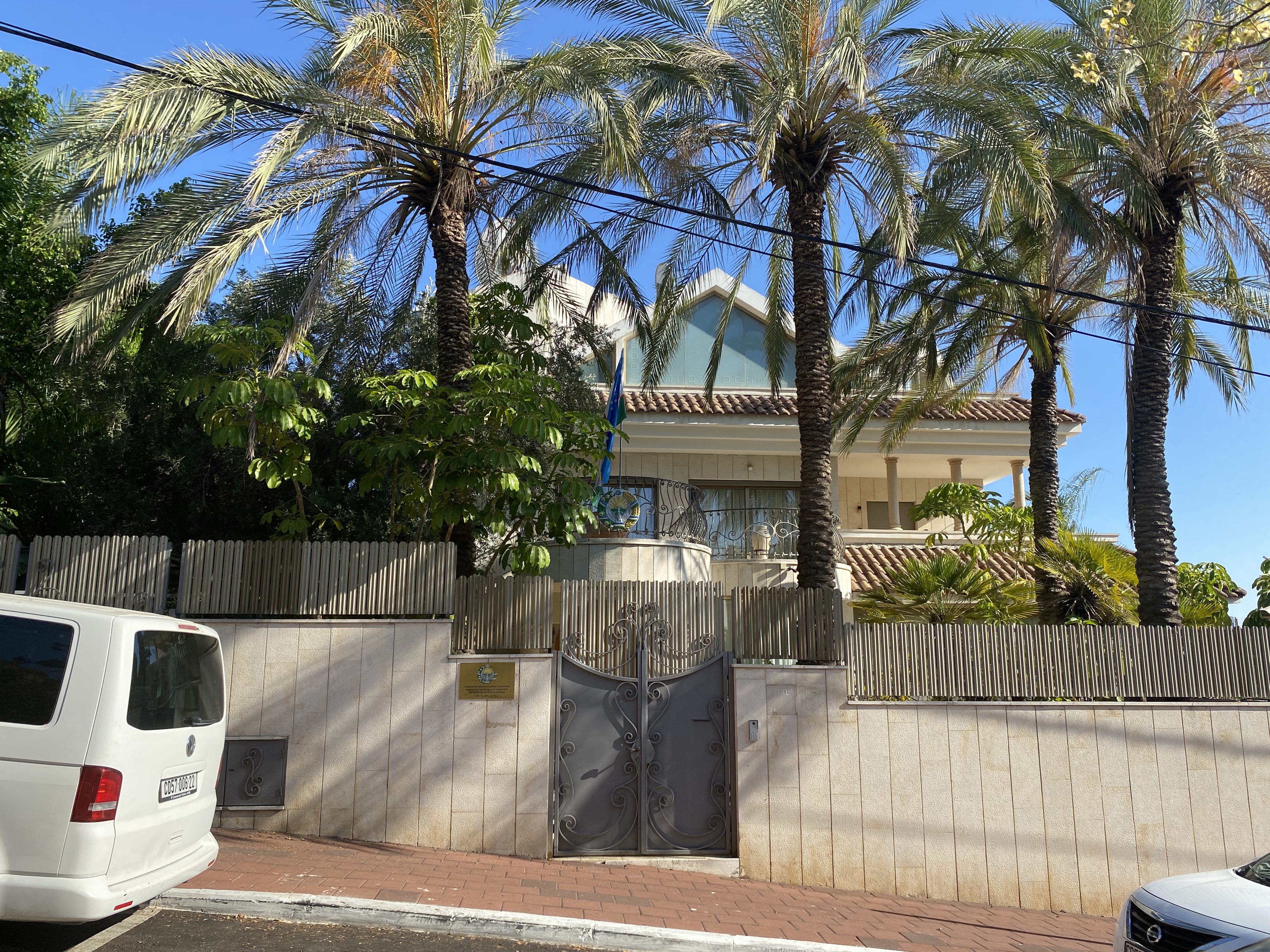
Ambassade à Tel Aviv.
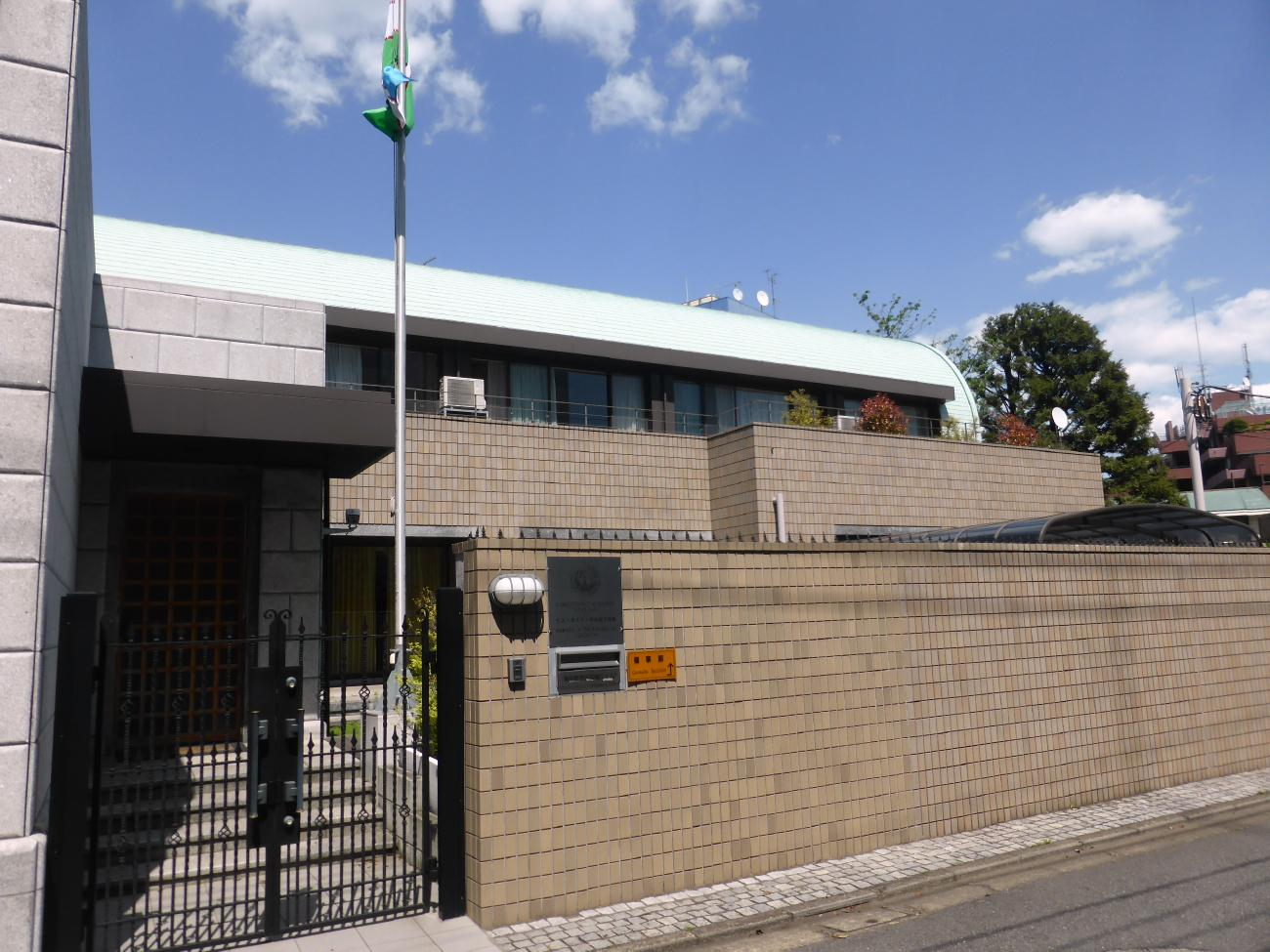
Ambassade à Tokyo.
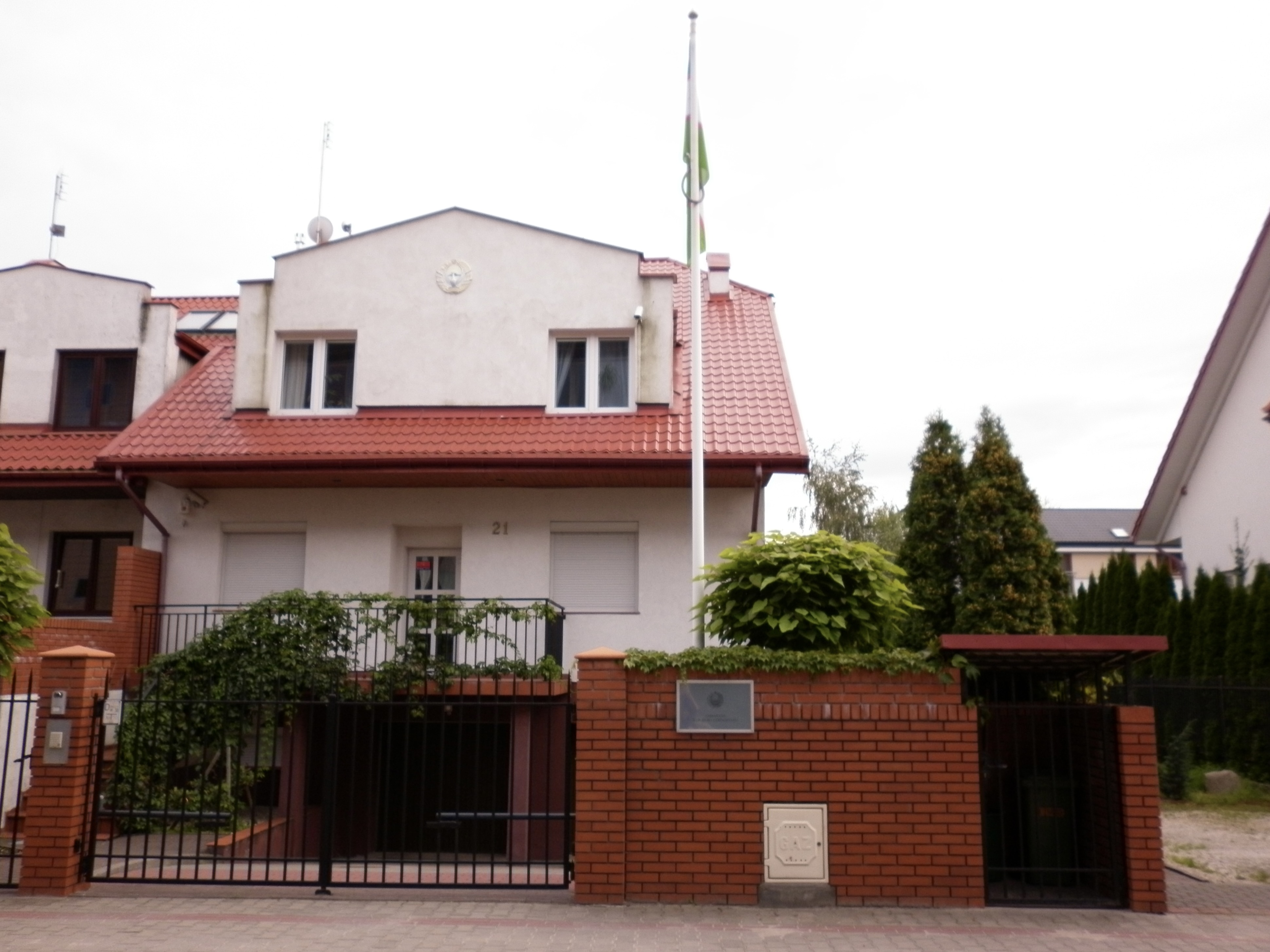
Ambassade à Varsovie.
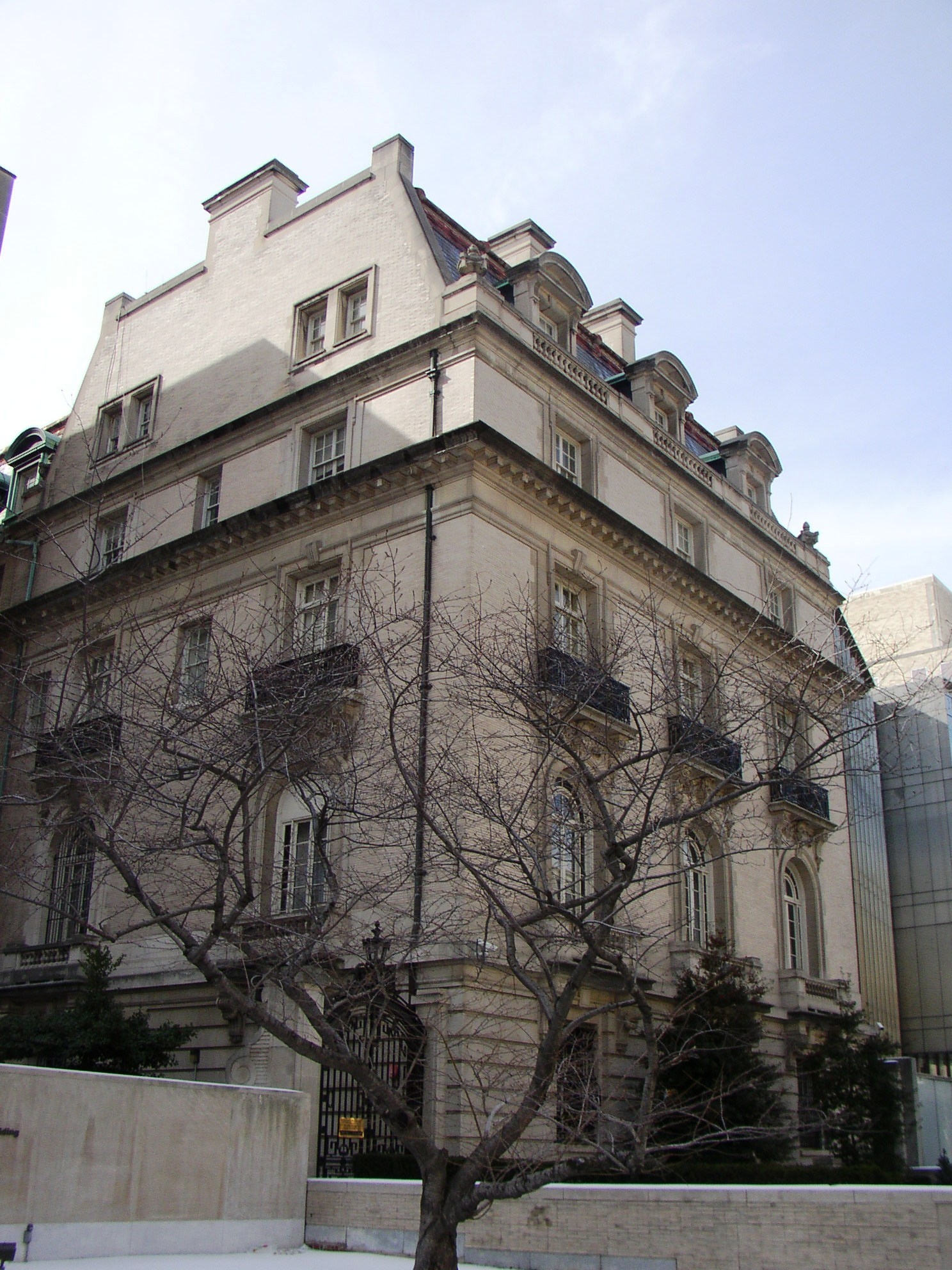
Ambassade à Washington.